# Mark McManus
Mark McManus (Bellshill, 21 febbraio 1935 – Glasgow, 6 giugno 1994) è stato un attore e pugile scozzese, noto per aver interpretato per undici anni, fino alla sua morte, il detective ispettore capo Jim Taggart nella lunga serie televisiva della ITV Taggart.
Occasionalmente è stato citato come fratello o parente di altro genere del cantante degli Sweet, Brian Connolly. In realtà il padre adottivo di Connolly, Jim McManus, era lo zio di Mark.

## Carriera
Negli anni '60, dopo essere cresciuto in Scozia, Mark McManus si trasferì in Australia, dove iniziò a recitare in gruppi amatoriali di teatro, diventando col tempo un attore professionista. Fuori patria è apparso nella popolare serie televisiva per bambini Skippy il canguro, oltre che nel lungometraggio di Tim Burstall 2000 Weeks, il quale ha riscosso poco successo di pubblico ma ha segnato un traguardo storico importante, in quanto è stato il primo lungometraggio completamente prodotto e girato in Australia dopo il 1954, quando Charles Chauvel aveva diretto Jedda.
Nel 1970, McManus è poi apparso nella tragedia storica di produzione statunitense La frusta e la forca (1970), oltre che in I fratelli Kelly, versione cinematografica di poco successo della storia del criminale australiano Ned Kelly, al fianco di Mick Jagger.
Tornato nel Regno Unito nel 1971, l'attore conobbe l'attenzione del pubblico grazie a ruoli quali Harry Carter in The Brothers e Sam Wilson, un minatore di carbone, nella serie del 1973 Sam. Successivamente è apparso nel ruolo del severo poliziotto scozzese Jack Lambie in Strangers, ruolo che ha ripreso come ospite nello spin-off della serie, Bulman.
Prima di iniziare a recitare, Mark McManus era un pugile. Il suo nome non deve essere confuso con quello del pugile omonimo, ma più giovane, nato nel 1974 a Basildon, in Inghilterra.

## Morte
Mark McManus morì a Glasgow di polmonite il 6 giugno 1994, all'età di 59 anni, dopo soli otto mesi dalla morte della moglie Marion. Egli è stato il primo vincitore postumo del Premio Lord Provost of Glasgow per le Arti Performative.
L'ultimo episodio di Taggart girato dall'attore era intitolato "Prayer for the Dead", mandato in onda nel 1995. Tre anni dopo McManus, primo membro del cast della serie ad andarsene, morì improvvisamente per un attacco cardiaco anche Iain Anders (Jack McVitie), a 74 anni.
Dopo la morte dell'attore, il suo personaggio in Taggart è stato eliminato con un finto funerale nell'episodio finale dell'undicesima stagione, intitolato "Black Orchid". Nello stesso episodio, il ruolo del nuovo detective ispettore capo è stato affidato al personaggio di James MacPherson, Michael Jardine.

## Filmografia parziale

### Cinema
- La frusta e la forca (Adam's Woman), regia di Philip Leacock (1970)
- I fratelli Kelly (Ned Kelly), regia di Tony Richardson (1970)

### Televisione
- Sam  (1973–1975)
- Taggart (1983–1994)
- Bulman (1985-1987)
- Dramarama  - The Macrame Man (1988)